# Desmidium baileyi
Desmidium baileyi là một loài Song tinh tảo trong họ Desmidiaceae, thuộc chi Desmidium.